# Черковна (Разградська область)
Черко́вна (болг. Черковна) — село в Разградській області Болгарії. Входить до складу общини Разград.

## Населення
За даними перепису населення 2011 року у селі проживали 98 осіб.
Національний склад населення села:
| Національність   | Кількість осіб | Відсоток |
| ---------------- | -------------- | -------- |
| болгари          | 90             | 92,8%    |
| турки            | 6              | 6,2%     |
| інша             | 0              | 0%       |
| Всього відповіли | 97             |          |

Розподіл населення за віком у 2011 році:
Динаміка населення: